# Hechen (köpinghuvudort i Kina, Jiangsu Sheng, lat 33,01, long 120,24)
Hechen är en köpinghuvudort i Kina. Den ligger i provinsen Jiangsu, i den östra delen av landet, omkring 170 kilometer nordost om provinshuvudstaden Nanjing. Antalet invånare är 45 867. Befolkningen består av 22 540 kvinnor och 23 327 män. Barn under 15 år utgör 12,0 %, vuxna 15-64 år 70 %, och äldre över 65 år 16,0 %.
Runt Hechen är det tätbefolkat, med 550 invånare per kvadratkilometer. Närmaste större samhälle är Dongtai, 18,3 km söder om Hechen. Trakten runt Hechen består till största delen av jordbruksmark.
Genomsnittlig årsnederbörd är 1 148 millimeter. Den regnigaste månaden är juli, med i genomsnitt 241 mm nederbörd, och den torraste är januari, med 30 mm nederbörd.